# باب اینگلیس
رابرت دوردن اینگلیس (زاده ۱۱ اکتبر ۱۹۵۹) یک سیاستمدار آمریکایی است که از سال ۱۹۹۳ تا ۱۹۹۹ و از سال ۲۰۰۵ تا ۲۰۱۱ نماینده ایالات متحده در حوزه انتخابیه چهارم کارولینای جنوبی  بود. او یکی از اعضای میانه‌رو حزب جمهوری‌خواه است.
اینگلیس در ساوانا، جورجیا، پسر هلن لوئیز (نام خانوادگی مک کالو) و آلیک ویلی اینگلیس جونیور متولد شد. اصل و نسب او اسکاتلندی و انگلیسی است. او در بلوفتون، کارولینای جنوبی، نزدیک جزیره هیلتون هد بزرگ شد. او مدرک کارشناسی خود را از دانشگاه دوک در دورهام، کارولینای شمالی به دست آورد. او دکترای حقوقی خود را از دانشکده حقوق دانشگاه ویرجینیا در شارلوتزویل، ویرجینیا اخذ کرد.